# Крыжановка (Винницкая область)
Крыжа́новка (укр. Крижанівка) — село на Украине, находится в Хмельницком районе Винницкой области.
Код КОАТУУ — 0524883301. Население по переписи 2001 года составляет 70 человек. Почтовый индекс — 22042. Телефонный код — 4338.
Занимает площадь 0,52 км².

## Адрес местного совета
22042, Винницкая область, Хмельницкий р-н, с. Крыжановка, ул. Привокзальная, 2